# ماثياس كريستن
ماثياس كريستن (بالألمانية: Mathias Christen) هو لاعب كرة قدم ليختنشتاني، ولد في 18 أغسطس 1987 في فادوتس في ليختنشتاين. شارك مع منتخب ليختنشتاين لكرة القدم. أما مع النوادي، فقد لعب مع نادي فادوتس ونادي ويل.

## وصلات خارجية
- ماثياس كريستن على موقع الاتحاد الدولي (مؤرشف)  (الإنجليزية)
- ماثياس كريستن على موقع قاعدة بيانات كرة القدم.إي يو (الإنجليزية)
- ماثياس كريستن على موقع ناشيونال فوتبول تيمز (الإنجليزية)
- ماثياس كريستن على موقع Soccerway.com (الإنجليزية)
- ماثياس كريستن على موقع عالم كرة القدم.نت (الإنجليزية)